# Erin Wasson
Erin Wasson (Irving, 20 gennaio 1982) è una supermodella e attrice statunitense.

## Carriera
Erin Wasson debutta in passerella nel 2000 sfilando, tra gli altri, per Balenciaga e Givenchy.
Nel 2001 raggiunge il successo aprendo la sfilata A/I 2001/02 di Gucci disegnato da Tom Ford, aggiudicandosi anche la campagna pubblicitaria scattata da Terry Richardson. Nell'Aprile dello stesso anno appare sulla copertina di Vogue (periodico) Francia realizzata da Hans Feurer sotto la direzione di Carine Roitfeld.
Nel 2002 firma un contratto pluriennale per le pubblicità di Maybelline che continua fino al 2016.
Nel 2004 torna nuovamente in copertina per Vogue Francia fotografata da Mario Testino (numero di Febbraio).
La Wasson nel corso della propria carriera appare sulla copertina di numerosi magazines di moda, come le edizioni francesi, tedesche, spagnole ed australiane di Vogue, Flair, Numéro, Allure, Harper's Bazaar, Esquire, W, i-D ed Elle e sfila per importanti stilisti e brand del calibro di Chanel, Calvin Klein, Versace, Prada, Isabel Marant, Gucci, YSL, Christian Dior, Balmain, Dolce & Gabbana, Proenza Schouler, Ralph Lauren, Valentino, Victoria's Secret e molti altri.
Tra le sue numerose campagne pubblicitarie si annoverano quelle di Michael Kors, Giorgio Armani, Chanel, Balenciaga, Donna Karan, Roberto Cavalli, Rolex, Valentino, D&G, Blumarine, Alberta Ferretti, Céline, Tiffany & Co., Jil Sander, Levi's, H&M, Gap, Pinko.
Per due stagioni, Wasson lavora anche come stilista per la casa di moda di Alexander Wang, di cui è amica e musa. 
Nell'autunno 2008 appare insieme a Justin Timberlake nella campagna pubblicitaria multimediale della propria linea di abbigliamento, William Rast. La campagna pubblicitaria consisteva in una serie di cortometraggi diretti da Jonas Åkerlund, in cui la Wasson interpreta Birdie, interesse sentimentale del personaggio interpretato da Timberlake. Nel 2009 produce una collezione di abbigliamento per donne in collaborazione con il marchio RVCA, chiamata Erin Wasson x RVCA.
Appare due volte nel Calendario Pirelli: nel 2005 fotografata da Patrick Demarchelier e nel 2011 immortalata da Karl Lagerfeld.
Dal 2014 al 2017 viene scelta per interpretare il volto della fragranza "La Panthère" di Cartier, la campagna è realizzata da Peter Lindbergh.
Parallelamente all'attività di modella dal 2016 (dopo il lancio della linea commerciale di gioielli "LowLuv" avvenuto anni prima) debutta con Wasson Fine, una collezione di gioielli di alto livello prodotta a Los Angeles.

## Filmografia
- Beautiful People (2006), serie televisiva
- Somewhere, regia di Sofia Coppola (2010)
- La leggenda del cacciatore di vampiri (Abraham Lincoln: Vampire Hunter), regia di Timur Bekmambetov (2012)
- The Heimlich Maneuver (2012), cortometraggio

## Video
- Madness (Muse) (2012) dei Muse (gruppo musicale), regia di Anthony Mandler.

## Campagne Pubblicitarie
- Alberta Ferretti P/E 2002
- Ann Taylor A/I 2004/05
- Antonio Berardi A/I 2007/08
- Ash P/E 2013, A/I 2013/14
- Attribute London A/I 2016/17
- Armani Collezioni A/I 2006/07
- Balenciaga P/E 2006
- Blumarine A/I 2003/04
- Cartier "La Panthère" fragranza | contratto 2014-2017
- Chanel occhiali A/I 2008/09, A/I 2009/10, 2010/11
- David Jones P/E 2016
- D&G P/E 2001
- Donna Karan A/I 2002/03, A/I 2004/05, P/E 2005, P/E 2006
- Elie Saab P/E 2011
- Elie Tahari A/I 2008/09
- Emanuel Ungaro A/I 2008/09
- Erin Wasson/RVCA P/E 2009, A/I 2009/10, P/E 2010, F/W 2010/11
- Escada A/I 2004/05
- Etienne Deroeux P/E 2016
- FRAME Denim P/E 2013, P/E 2014
- Free People P/E 2014, A/I 2016/17
- Gap A/I 2003/04, P/E 2005, A/I 2008/09, P/E 2009, A/I 2011/12
- Giorgio Armani A/I 2005/06
- Giorgio Armani "Sensi" fragranza | contratto 2003-2007
- Gucci A/I 2001/02
- H&M P/E 2007, P/E 2008, P/E 2010, P/E 2012, P/E 2013
- Hugo Boss
- Karl Lagerfeld A/I 2006/07, F/W 2007/08, F/W 2008/09
- Karl Lagerfeld X H&M A/I 2004/05
- Isabel Marant P/E 2007
- J.Crew A/I 2009/10, A/I 2015/16
- Jil Sander A/I 2002/03
- Joie A/I 2010/11, P/E 2011
- Levi's P/E 2015, P/E 2016
- Madewell P/E 2014, P/E 2016
- Maison Michel A/I 2009/10, A/I 2010/11
- Marc Jacobs "Protect the Skin You're in Project" 2011
- Marc O'Polo A/I 2005/06
- Massimo Dutti A/I 2004/05
- Maybelline contratto 2002-2016
- Michael Kors A/I 2004/05, P/E 2005, A/I 2005/06
- Michael by Michael Kors A/I 2007/08
- Net-A-Porter P/E 2011, A/I 2011/12
- Paco Rabanne "Black XS" fragranza | contratto 2009-2016
- Paco Rabanne orologi e occhiali 2009-2015
- Pacsun P/E 2015
- Pinko P/E 2009, A/I 2009/10, P/E 2010
- Re/Dun P/E 2015
- Replay P/E 2011
- Roberto Cavalli P/E 2004
- Roberto Cavalli X H&M P/E 2007
- Rockport P/E 2013, A/I 2013/14
- Rolex A/I 2005/06
- Saks Fifth Avenue P/E 2010
- Scanlan & Theodore A/I 2010/11
- Simons Canada A/I 2016/17
- Tiffany & Co. A/I 2006/07
- True Religion A/I 2010/11
- Uniqlo A/I 2009/10
- Valentino A/I 2002/03
- William Rast by Justin Timberlake A/I 2008/09, P/E 2009
- Zadig & Voltaire P/E 2011, A/I 2011/12, P/E 2012

## Agenzie
Nel 2017, dopo molti anni, Wasson lascia parzialmente IMG Models ed è rappresentata dal network dell'agenzia Elite.
- The Society Management - New York
- Elite Model Management - Milano, Parigi, Barcellona, Amsterdam, Copenaghen
- IMG Models - Londra, Sydney
- Kim Dawson Agency - Dallas